# 配役
| ウィキペディアには「配役」という見出しの百科事典記事はありません（タイトルに「配役」を含むページの一覧/「配役」で始まるページの一覧）。 代わりにウィクショナリーのページ「配役」が役に立つかもしれません。 |